# اکسیبیشن رود

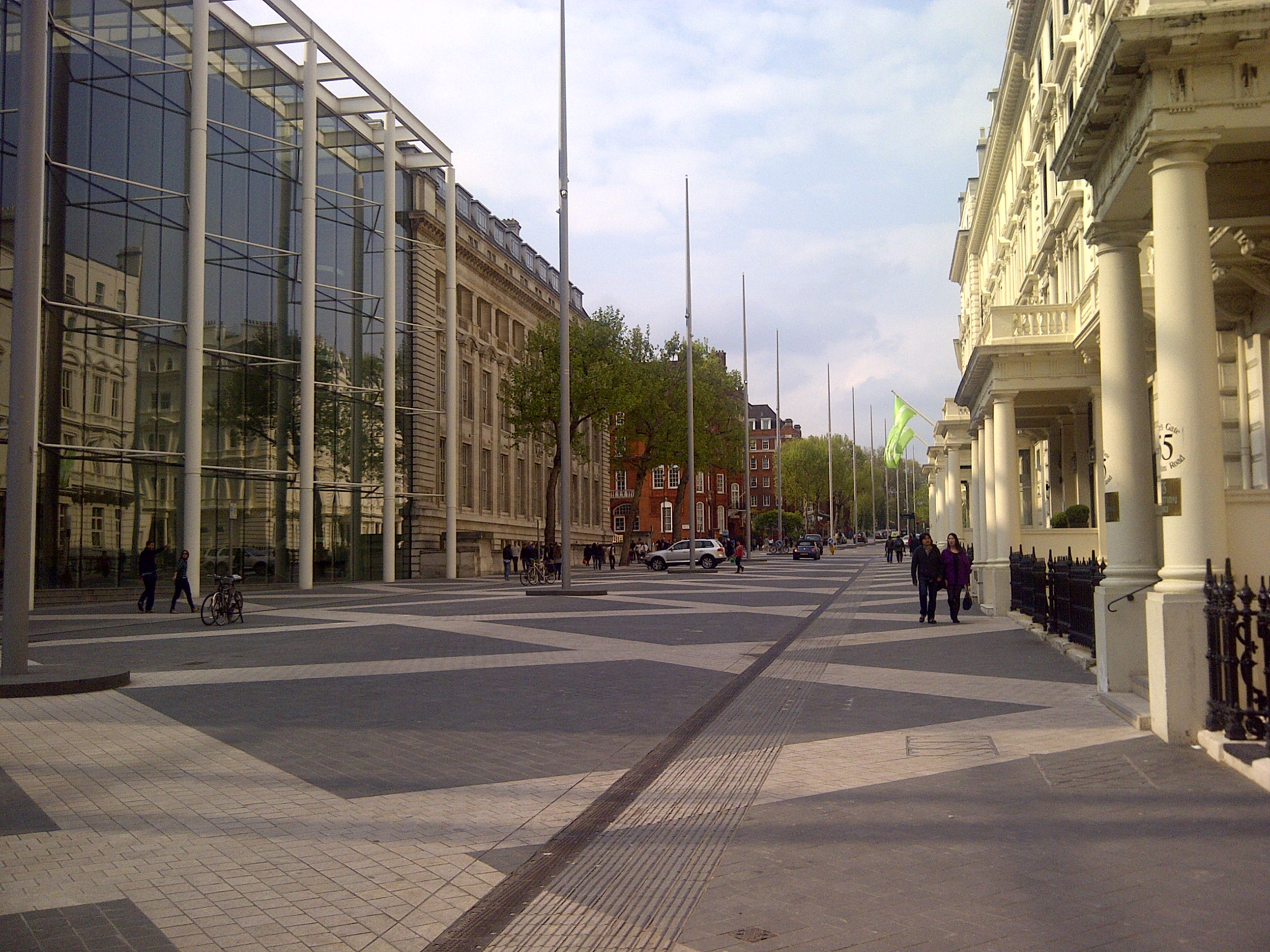
خیابان اکسیبیشن رود

اکسیبیشن رود (به انگلیسی: Exhibition Road) خیابانی در کنزینگتون جنوبی شهر لندن است که دسترسی مراکز و موزه‌های مهمی همچون موزه ویکتوریا و آلبرت، موزه علوم لندن، موزه تاریخ طبیعی لندن، کالج سلطنتی لندن، انجمن جغرافیایی سلطنتی لندن از آن امکان‌پذیر است.
همچنین کلیسای عیسی مسیح قدیسان آخر زمان و انستیتو گوته در این خیابان قرار دارند. 

## نگارخانه

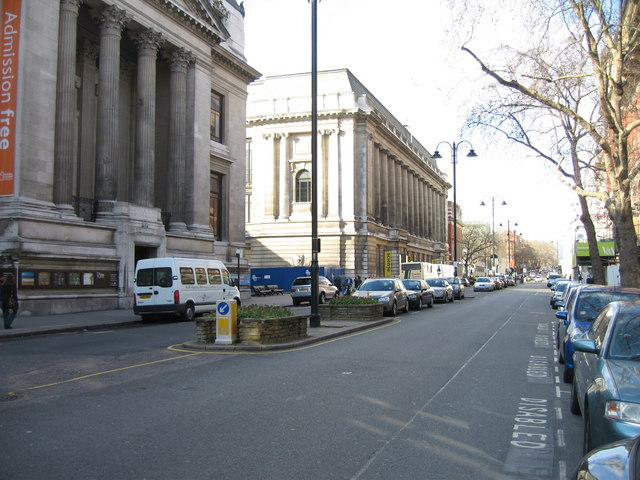
نمایی از ساختمان موزه علوم لندن
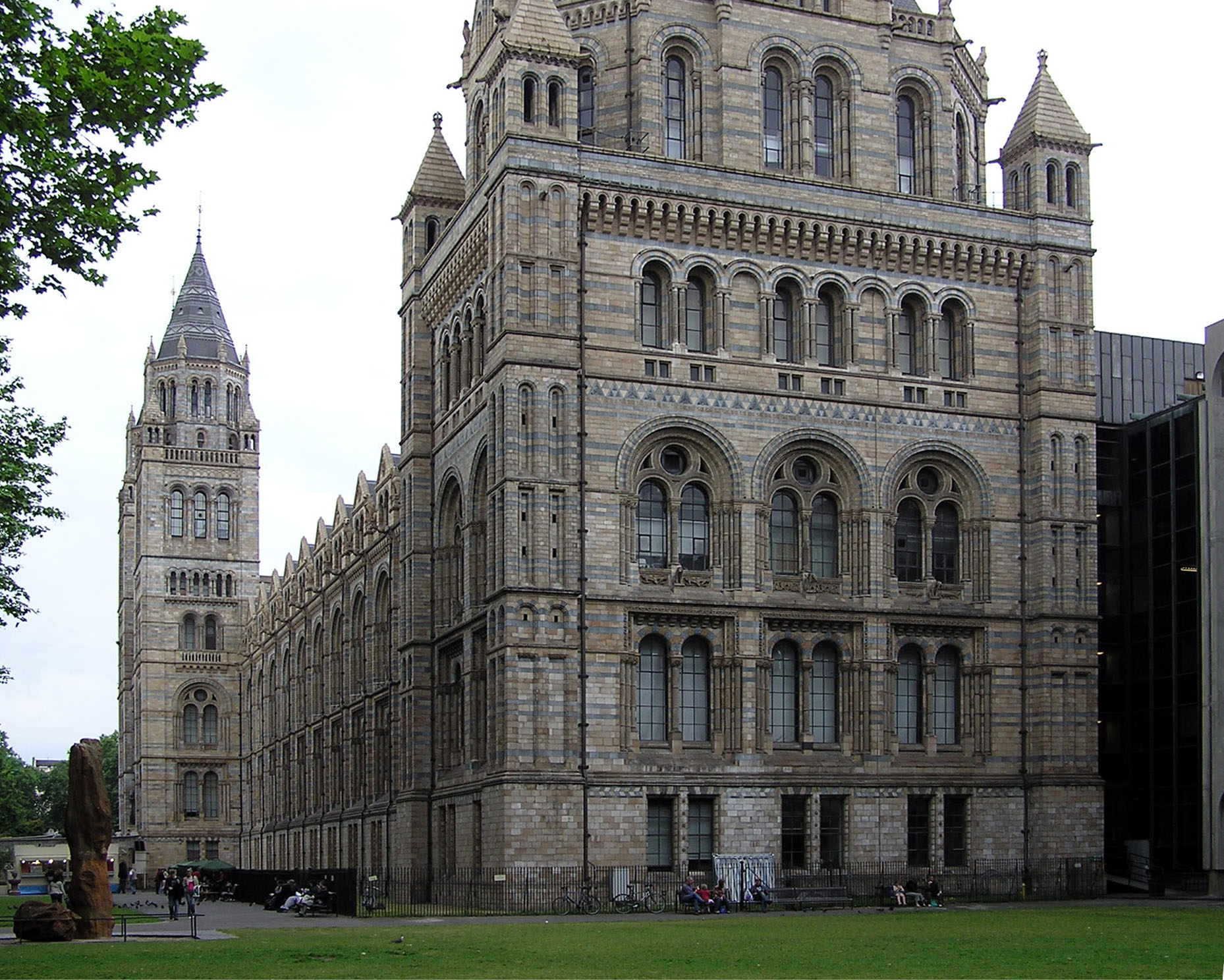
موزه تاریخ طبیعی لندن
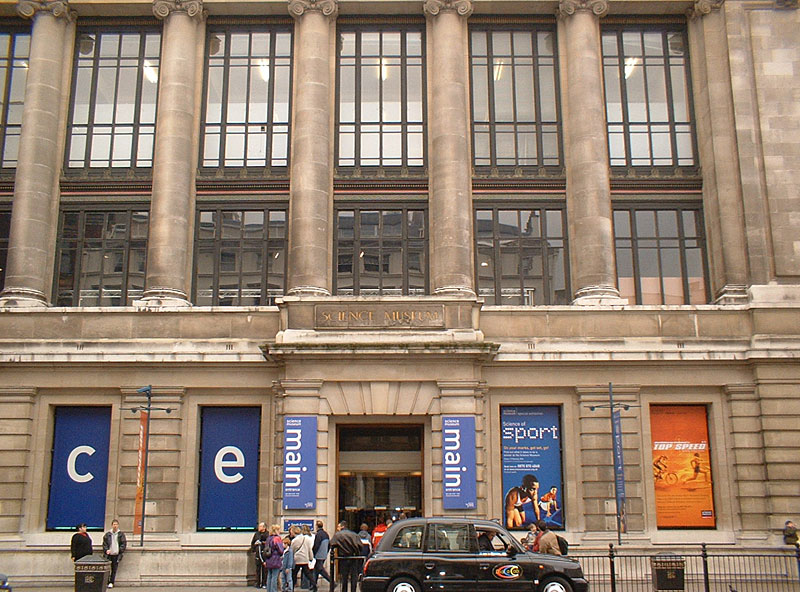
موزه علوم لندن